# Internment-Politik

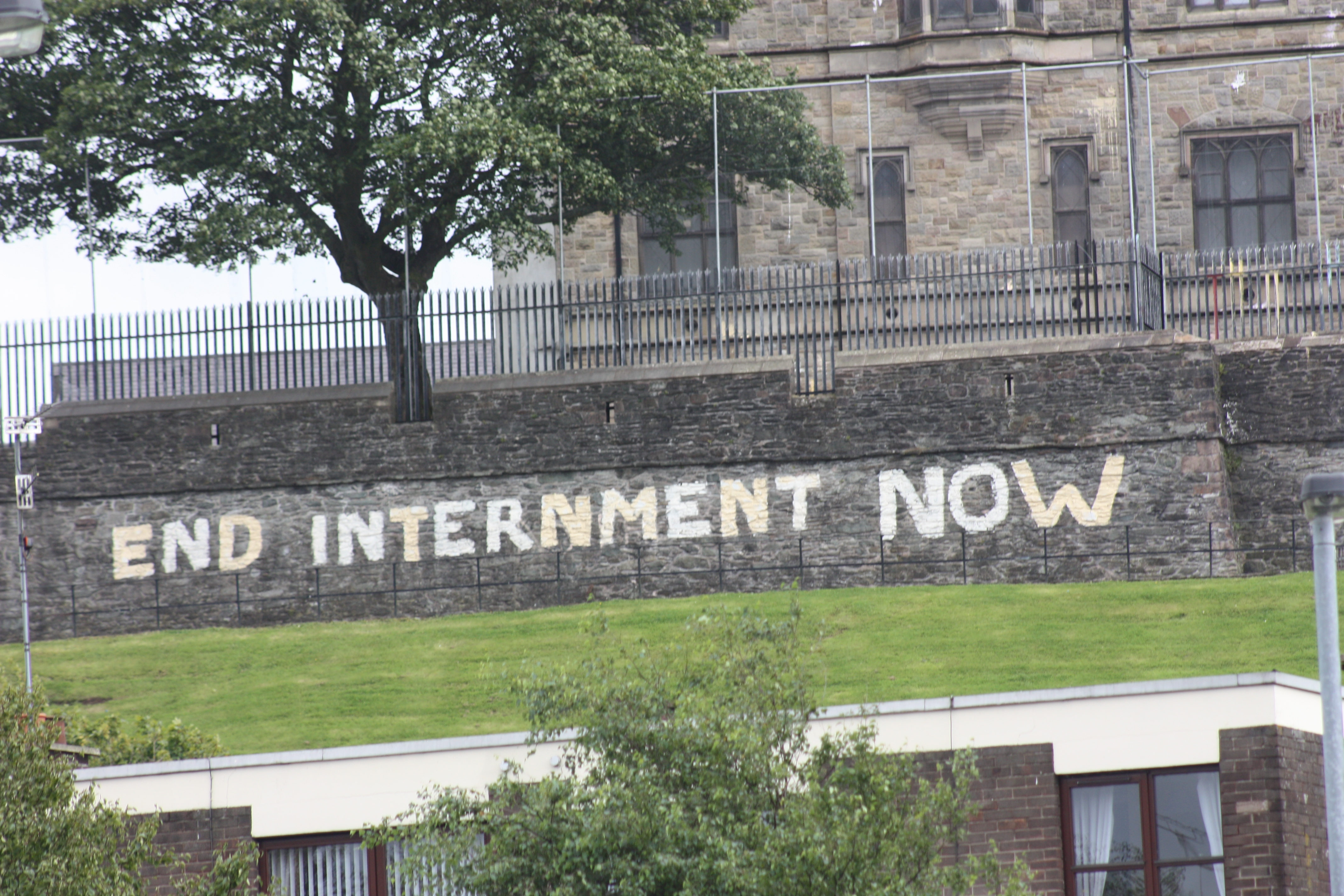
Protest gegen die Internment-Politik

Als Internment-Politik werden Maßnahmen der nordirischen Regierung unter Brian Faulkner bezeichnet, bei denen ab August 1971 überwiegend Katholiken bzw. Republikaner ohne Gerichtsverfahren interniert wurden. Die Einführung der Internierungen trug erheblich zur Verschärfung des Nordirlandkonflikts bei.

## Operation Demetrius
Im August 1969 wurde die britische Armee erstmals zur Beendigung des eskalierenden Konflikts in den nordirischen Städten Belfast und Derry eingesetzt. Ungeachtet des Armeeeinsatzes nahm die Zahl der Bombenanschläge, Schießereien und Unruhen in den folgenden Jahren zu. Für zahlreiche Anschläge wurde die Ende 1969 neu formierte Provisional IRA verantwortlich gemacht. Im März 1971 übernahm Brian Faulkner das Amt des nordirischen Premierministers. Faulkner war in den 1950er Jahren nordirischer Innenminister gewesen und war damals gegen die Border Campaign der IRA mit Internierungen ohne Gerichtsverfahren vorgegangen. Nach anfänglichem Zögern gab die britische Regierung am 5. August 1971 dem Drängen Faulkners nach erneuter Einführung von Internierungen ohne Gerichtsverfahren nach. Rechtliche Grundlage war der Civil Authorities (Special Powers) Act (Northern Ireland) von 1922; ein Gesetz, das Justiz und Polizei Sondervollmachten einräumte.
Die Internierungen begannen mit einer als Operation Demetrius bezeichneten Festnahmeaktion der britischen Armee und der nordirischen Polizei Royal Ulster Constabulary in den frühen Morgenstunden des 9. August 1971. Festgenommen wurden 342 Personen, überwiegend Bewohner irisch-katholischer Viertel in Belfast und Derry. Die Internierten wurden anfänglich im Belfaster Gefängnis Crumlin Road und auf der HMS Maidstone, einem im Belfaster Hafen liegenden Gefängnisschiff, festgehalten.
Die Festnahmeaktion führte zu schweren Unruhen insbesondere in Belfast, bei denen innerhalb von 48 Stunden 17 Menschen starben. Zehn von ihnen waren irische Nationalisten, die von der britischen Armee erschossen wurden. Ein Schwerpunkt der Unruhen war das Belfaster Stadtviertel Ballymurphy, wo britische Fallschirmjäger im August 1971 im sogenannten Ballymurphy-Massaker elf Menschen erschossen, darunter einen katholischen Priester. Infolge der Unruhen flohen schätzungsweise 7000 Menschen aus bislang gemeinsam von Katholiken und Protestanten bewohnten Stadtvierteln. Der überwiegende Teil der Flüchtlinge waren Katholiken, die zum Teil in der Republik Irland Zuflucht fanden.
Von den am 9. August Internierten mussten 104 Personen nach 48 Stunden wegen irrtümlichen Festnahmen freigelassen werden. Da die Auswahl der zu Internierenden aufgrund veralteter und unzureichender Informationen erfolgte, waren aktive Mitglieder der Provisional IRA kaum betroffen. Stattdessen wurden seit Jahren inaktive IRA-Veteranen, Aktivisten der nordirischen Bürgerrechtsbewegung Northern Ireland Civil Rights Association (NICRA) sowie der überwiegend aus linksgerichteten Studenten bestehenden Partei People’s Democracy verhaftet. Die IRA war durch einen Informanten vorab vor der Festnahmeaktion gewarnt worden, so dass viele Mitglieder untertauchen konnten. Am 13. August 1971 hielten führende IRA-Mitglieder in Belfast eine Pressekonferenz ab, auf der Joe Cahill erklärte, unter den Internierten seien nur 30 aktive Mitglieder der IRA.
Ab Januar 1972 wurden die Internierten in den Lagern Long Kesh und Magilligan bei Derry festgehalten. Insbesondere das rasch errichtete, an Kriegsgefangenenlager des Zweiten Weltkriegs erinnernde Lager Long Kesh wurde in der irischen Öffentlichkeit negativ wahrgenommen; in Medienberichten wurde Long Kesh zum Teil mit nationalsozialistischen Konzentrationslagern verglichen. Am 5. Februar 1973 wurden erstmals protestantische Loyalisten interniert. Die letzten Internierten wurden am 5. Dezember 1975 entlassen. Insgesamt wurden 1.981 Personen interniert; hiervon waren 1.874 Republikaner und 107 Loyalisten.
Bereits kurz nach der Einführung der Internierung wurden Vorwürfe gegen die britischen Sicherheitskräfte laut, die Internierten seien brutaler Behandlung ausgesetzt und würden systematisch gefoltert, um Informationen zu erpressen. Im Zentrum der Vorwürfe standen fünf Verhörmethoden („five techniques“): Stundenlanges Stehen an der Wand mit gespreizten Armen und Beinen, Schlafentzug, tagelanges Verhüllen des Kopfes mit einer Kapuze, Entzug von Essen und Trinken sowie psychischer Terror durch Lärm („white noise“). Eine von der britischen Regierung eingesetzte Untersuchungskommission kam im November 1971 zu dem Ergebnis, dass es „verschärfte Verhörmethoden“ („in-depth-interrogation“) und in Einzelfällen eine „schlechte Behandlung“ („ill-treatment“) der Internierten gegeben habe; es habe sich jedoch nicht um systematische Folter gehandelt. Der Untersuchungsbericht führte zu erheblichen Protesten, in deren Folge sich die Regierung der Republik Irland sowie mehrere Bürgerrechtsorganisationen an die Europäische Kommission für Menschenrechte wandten. Die Kommission bezeichnete nach einem mehrjährigen Verfahren die Verhörmethoden im September 1976 als „Folter“ und „inhumane und entwürdigende“ Behandlung. Der Europäische Gerichtshof für Menschenrechte wies im Januar 1978 den Foltervorwurf zurück, bestätigte jedoch den Vorwurf inhumaner Behandlung.

## Politische Folgen
Die Einführung der Internierungen hatte erhebliche Auswirkungen auf den weiteren Verlauf des Nordirlandkonflikts und trug zu dessen Verschärfung bei. Die katholische Minderheit Nordirlands sah die Internierungen als den gemeinsamen Versuch der Regierung und der Armee an, die Minderheit zu unterdrücken. Die 1970 als Partei der gemäßigten Katholiken gegründete SDLP verweigerte jede politische Zusammenarbeit, so lange die Internierungen andauerten. Die Bürgerrechtsorganisation NICRA startete eine Kampagne des zivilen Ungehorsams. Unter anderem wurde ein Mietstreik organisiert, an dem sich bis zu einem Viertel der katholischen Haushalte Nordirlands beteiligte. In der Republik Irland kam es zu zahlreichen Solidaritätsbekundungen für die nordirische Minderheit; Premierminister Jack Lynch erklärte seine Unterstützung für den passiven Widerstand in Nordirland. Die Provisional IRA konnte sich als „Schutzmacht“ der katholischen Minderheit Nordirlands etablieren und die Zahl ihrer Unterstützer erheblich steigern. In Belfast und Derry entstanden von der IRA kontrollierte No-go-Areas. Die Sicherheitslage in Nordirland verschlechterte sich erheblich: In den vier Monaten vor Einführung der Internierungen waren acht Menschen getötet worden; in den folgenden vier Monaten starben 114 Menschen.
Indirekt führten die Internierungen zur Auflösung der nordirischen Regierung und zur Übernahme der direkten Verwaltung der Provinz durch die britische Regierung im März 1972: Zuvor waren bei einer Demonstration gegen die Internierungen am 30. Januar 1972, dem sogenannten Bloody Sunday, in Derry 13 Demonstranten erschossen worden.
Gegen die Internierungen richtete sich das Lied Men behind the wire von Paddy McGuigan, das 1972 fünf Wochen die Hitparade Irlands anführte. McGuigan wurde später vermutlich als Antwort auf dieses Lied interniert.